# Rudolf Stehr
Peter Rudolf Stehr (1. december 1906 i Flensborg – 28. november 1991) var assessor og medlem af det tyske mindretals ledelse under 2. verdenskrig.

## Baggrund
Rudolf Stehr var født i Flensborg, men voksede op i et tysksindet hjem i Nordslesvig mellem Bredebro og Skærbæk. Han tog realeksamen i Tønder i 1922 og studentereksamen i Flensborg i 1925. Derefter studerede han jura og statsvidenskab i Freiburg og Kiel og i 1926 et semester i København. I 1928 fik han statsvidenskabelig embedseksamen fra Kiels Universitet, hvorefter han i 1931 blev ansat som referendar i Kiel. I 1934 tog han assessoreksamen i Berlin, og fra 1935 til 1937 var han ansat hos Overpræsident (Gauleiter) Lohse i Kiel. Herefter fik han ansættelse som prokurist i Kreditanstalt Vogelgesang i Nordslesvig.

## Perioden op til og under2. Verdenskrig
Stehr blev i 1933 medlem af NSAN (National-Sozialistische Arbeitsgemeinschaft Nordschleswig) og i 1935 af Jens Møllers NSDAP-N (Nationalsozialistische Deutsche Arbeiterpartei-Nordschleswig). I 1938 blev han udnævnt til leder af partiets ”Amt für Agrarpolitik” og senere i 1938 tillige som leder af partiets presse- og propagandaafdeling. Fra januar 1940 var Stehr lønnet partifunktionær og tilknyttet partiets ledelse, Det lille politiske Råd. Han var tillige næstformand i mindretalsavisen Nordschleswigsche Zeitungs styrelse og qua sin stilling som propaganda- og pressechef en slags ”overredaktør” for denne avis. Via sine poster pådrog Stehr, som selv umiddelbart efter 9. april 1940 meldte sig til Waffen-SS uden dog at blive indkaldt, sig et medansvar for hvervningen af unge hjemmetyskere til tysk fronttjeneste og for oprettelsen af og hvervningen til uniformerede og bevæbnede korps på hjemmefronten, især Zeitfreiwillig-korpset, som var en slags hjemmeværn under den tyske Værnemagts kommando og Selbstschutz, som var et uniformeret og bevæbnet beskyttelseskorps, der virkede i tilknytning til den tyske besættelsesmagt imod danske medborgere. Ligeledes var han involveret i indberetningen til rigstyske instanser af påståede danske overgreb mod mindretallet. Stehr pådrog sig yderligere et hovedansvar for mindretalsavisens hetz mod danske institutioner og medborgere, herunder jødiske. Efter folketingsvalget i marts 1943, hvor mindretallet ikke stillede op, blev Stehr leder af det særlige kontor under statsministeriet, som mindretallet blev tilstået som erstatning for den manglende folketingsrepræsentation. Kontoret, som bestod frem til den 8. maj 1945, var tænkt som forbindelsesled mellem mindretal og danske myndigheder, men i realiteten var kontoret bindeled mellem mindretal og besættelsesmagt in casu Werner Best.

## Domfældelse og efterkrigstid
Stehr blev interneret 10. juni 1945 og dagen efter varetægtsfængslet af Københavns Byret. I september 1948 blev han ved Byretten i Aabenraa idømt 10 års fængsel, som i 1949 blev nedsat af Landsretten til 9 års fængsel. Samme år blev Stehr benådet og ansat på en skofabrik i København.
I december 1951 blev han generalsekretær for Bund Deutscher Nordschleswiger i Aabenraa og beviste derved som den første, at en fortid i mindretallets nazistiske ledelse ikke diskvalificerede fra et come-back på samme niveau efter krig og retsopgør. Stehr spillede frem til sin pensionering i 1973 en hovedrolle i genopbygningen af det tyske mindretal og i formuleringen af dets politiske strategi og mål.